# Hubertus von Pilgrim
Hubertus von Pilgrim (Berlino, 24 agosto 1931) è uno scultore e incisore tedesco che vive e lavora a Pullach im Isartal, vicino a Monaco di Baviera.
Ha lavorato nelle collezioni del Brooklyn Museum e dell'Art Institute di Chicago. È stato vicecancelliere del Pour le Mérite dal 2009 al 2013.

## Carriera
Ha studiato storia dell'arte, letteratura e filosofia all'Università di Heidelberg dal 1951 al 1954-Contemporaneamente agli studi Erich Heckel gli insegnò l'arte della scultura. Dal 1954 al 1960 ha studiato scultura con Bernhard Heiliger alla Hochschule der Künste di Berlino. Ha anche studiato stampa su rame con Stanley William Hayter a Parigi.
Ha insegnato all'Università Braunschweig delle arti dal 1963 al 1977, poi dal 1977 è stato professore all'Accademia di Belle Arti di Monaco fino al 1995.

## Opere notevoli

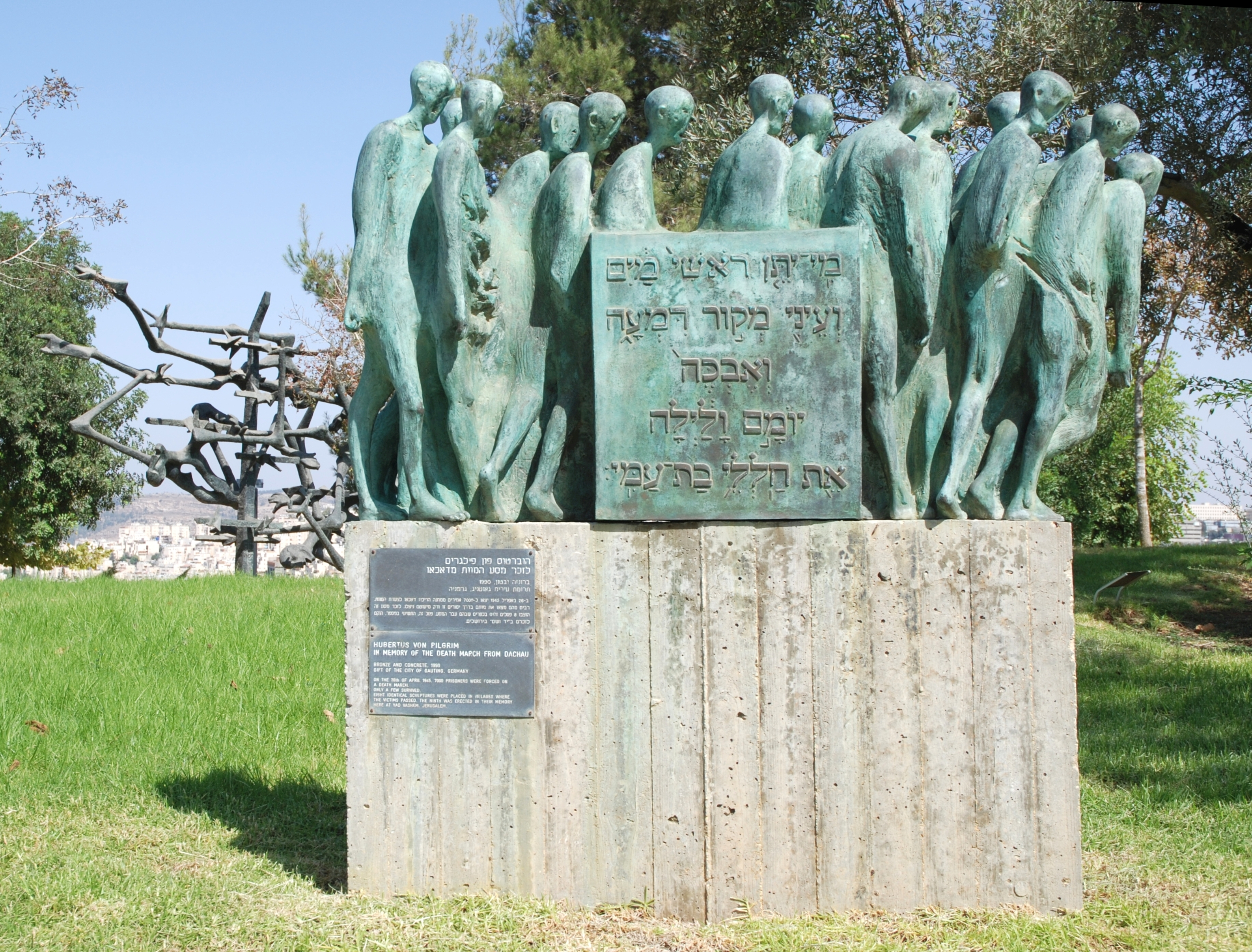
Mahnmal Todesmarsch, Yad Vashem

- Sculture per l'ex campo di concentramento di Dachau, compresi segnali per il percorso della marcia della morte e sculture in rilievo per la cappella di Helmut Striffler[3][4]
- La testa di Konrad Adenauer, fuori dal Palais Schaumburg, Bonn, che secondo Sergiusz Michalski attinge alla statuaria messicana influenzata dai monumenti toltechi aggiungendo una qualità più espressionistica[5]

## Premi e riconoscimenti
- 1995: Pour le Mérite[2]
- 1997: Ordine al merito della Repubblica federale di Germania
- 2005: Ordine al merito bavarese
- 2008: medaglia Johann Veit Döll

## Opere
- Hubertus von Pilgrim, Hubertus von Pilgrim: Ausstellung, Pfalzgalerie Kaiserslautern, Aprile 1977